# Claoxylon linostachys
Claoxylon linostachys är en törelväxtart som beskrevs av Henri Ernest Baillon. Claoxylon linostachys ingår i släktet Claoxylon och familjen törelväxter. IUCN kategoriserar arten globalt som akut hotad.
Artens utbredningsområde är Mauritius.

## Underarter
Arten delas in i följande underarter:
- C. l. brachyphyllum
- C. l. linostachys
- C. l. pedicellare